# Medalha do Mérito Cultural Carlos Gomes
A Medalha do Mérito Cultural Carlos Gomes é uma condecoração concedida pela Prefeitura Municipal de Campinas. A medalha Carlos Gomes é concedida pela Câmara Municipal a todo cidadão ou entidade que se destaque em atividades artísticas na cidade de Campinas, e também, a quem contribui para divulgar e enaltecer a figura e obra do maestro no município ou fora dele. A honraria é entregue anualmente no dia 14 de julho, data da comemoração do aniversário de Campinas. A medalha foi oficializada pela Prefeitura Municipal de Campinas pelo Decreto 4.506 de 11 de julho de 1974. A Ordem do Mérito Cultural “Carlos Gomes” da Prefeitura Municipal de Campinas foi aprovada pelo Decreto nº 7.569, de 4 de janeiro de 1983 de 1974. É reconhecida pelo Governo Municipal de Campinas/SP (Lei nº 4.119/3/5/72) e pelo Governo do Estado de São Paulo (Lei nº 648 de 27/6/74) como de utilidade pública. Existe uma condecoração de mesmo nome, do antigo Estado da Guanabara.